# 香島道
香島道（英語：Island Road）是香港的一條主要单线往返道路，現時連接香港島南區的黃竹坑和淺水灣，道路範圍西起黃竹坑道與壽山村道交界，經深水灣，東至淺水灣西面的淺水灣道，是香港仔、黃竹坑和鴨脷洲通往舂坎角及赤柱的主要道路。

## 歷史
香島道歷史上屬於群帶路的其中一段，早於19世紀已經存在。
早年的香島道是由筲箕灣出發，經大潭、赤柱半島北部、淺水灣、深水灣、黃竹坑、香港仔，接駁薄扶林道（包括現時的石排灣道），其中由赤柱起的路段為昔日群帶路的東段部份，而整個路段於1845年至1848年期間被香港政府全面修建成當時的標準道路，全線單程行車。
1961年，香島道被分拆成八段道路，分別是：
1. 柴灣道（由柴灣道長命斜和筲箕灣道交界至大潭道交界）
2. 大潭道
3. 赤柱峽道
4. 淺水灣道（沿海岸東西走向部分，不包括上山連接黃泥涌峽道的淺水灣道路段）
5. 香島道（保留原名路段，但分拆後長度大幅縮短）
6. 黃竹坑道
7. 香港仔大道（包括現時的香港仔海旁道東部路段）
8. 石排灣道

1980年7月，工務司署有計劃動工擴闊香島道，於該年10月動工，預計工期十五個月，以應付香港仔隧道通車後的需求。

## 名人住宅
- 香島道39號：澳洲駐港總領事官邸
- 香島道43號「愛寶園」：廖寶珊家族
- 香島道50號「萱廬」：新鴻基地產郭得勝家族
- 香島小築：全國政協副主席、前行政長官董建華的別墅
- 香島道37號B屋（成交價：4.4018億元、呎價：6.29萬元）
- 香島道37號C屋（成交價：4.3500億元、呎價：6.21萬元）

## 交匯道路
- 黃竹坑道
- 壽山村道
- 深水灣道
- 淺水灣道

## 外部連結
维基共享资源上的相關多媒體資源：香島道
1. ↑  . 大公報. 1980-07-06.